# Петрова, Полина Гавриловна
Полина Гавриловна Петро́ва (1905 — ?), советский режиссёр документального кино. Лауреат Сталинской премии второй степени (1951). Член ВКП(б) с 1944 года.

## Биография
П. Г. Петрова родилась 9 (22) февраля 1905 года. В 1928 году окончила ГТК и начала работать в области научно-популярного кино. С 1934 года работала на студии «Мостехфильм». Ставила учебные, санитарно-просветительные и др. фильмы. С 1943 года — режиссёр киножурналов «Наука и техника», «Новости строительства».

## Фильмография
- 1928 — Мать и дитя
- 1929 — Минуту внимания

## Награды и премии
- Сталинская премия второй степени (1951) — за участие в создании киножурнала «Наука и техника» (№ 1—12, 1950).